# Kota Tinggi
Kota Tinggi (die „Hohe Stadt“) ist eine Stadt in Malaysia im Süden der malaiischen Halbinsel, im Bundesstaat Johor etwa 30 km nördlich von Johor Bahru. Sie ist die Hauptstadt des gleichnamigen Distrikts. Die Stadt liegt am Sungai Johor. Trotz ihres Namens liegt die Stadt nur wenige Meter über dem Meeresspiegel in einer Ebene und wurde bei Starkregenereignissen schon weitflächig überschwemmt.